# Agnos
Agnos ist eine französische Gemeinde mit 1042 Einwohnern (Stand 1. Januar 2022) im Département Pyrénées-Atlantiques in der Region Nouvelle-Aquitaine. Sie gehört zum Arrondissement Oloron-Sainte-Marie und zum Kanton Oloron-Sainte-Marie-1 (bis 2015: Kanton Oloron-Sainte-Marie-Ouest).
Die Bewohner werden Agnosiens genannt.

## Geographie
Agnos liegt circa fünf Kilometer südlich von Oloron-Sainte-Marie im Tal der Gave d’Aspe am Rand von zwei großen Mischwäldern. Umgeben wird Agnos von den Nachbargemeinden Oloron-Sainte-Marie im Norden, Bidos im Nordosten, Gurmençon im Osten, Asasp-Arros im Süden sowie Ance im Westen.
Agnos liegt im Einzugsgebiet des Flusses Adour und wird durchquert von der Mielle, einem Bach, der weiter flussabwärts in den Gave d’Oloron mündet.

## Geschichte
Ein einziger Hinweis auf prähistorische Bewohnung gibt eine Höhle mit heute verschwundenen bearbeiteten Knochen und Gebeinen von Schafen und Ziegen. Zwei Kilometer südwestlich befand sich ein frühgeschichtliches Lager, genannt „das Lager des Cäsar“. Es ist ein Erdwall zu erkennen, der eine fast kreisförmige Plattform von ca. 150 m im Durchmesser umfasst. Funde von Werkzeugen in der Nähe lassen eine vorrömische Besiedlung vermuten. 
Im Mittelalter wird die Siedlung zum ersten Mal in den fors de Béarn im Jahre 1364 erwähnt. Sie hatte 17 Haushalte, um 1699 55 Haushalte. Die Lehnsherrn von Agnos sind belegt seit 1385. Ihr herrschaftlicher Sitz befand sich wahrscheinlich auf einem Hügel unterhalb des heutigen Schlosses.
Im Laufe der folgenden Jahrhunderte spezialisierte sich die Wirtschaft auf die Bewirtschaftung der Wälder und der Herstellung von Holzkohle. Für den Transport nach Oloron-Sainte-Marie wurden spezielle Esel gezüchtet, die die Holzkohle in Karawanen von mehreren Dutzend Tieren transportierte.
Am 1. Februar 1973 fusionierte die Gemeinde mit der Nachbargemeinde Gurmençon zur Gemeinde Val-du-Gave-d’Aspe. Am 1. Januar 1983 wurde die Zusammenlegung revidiert.

### Einwohnerentwicklung
| Jahr      | 1968 | 1975 | 1982 | 1990 | 1999 | 2008 | 2013 |
| --------- | ---- | ---- | ---- | ---- | ---- | ---- | ---- |
| Einwohner | 353  | 465  | 478  | 645  | 751  | 842  | 929  |

## Sehenswürdigkeiten
- Die Kirche Mariä Himmelfahrt wurde im 18. Jahrhundert errichtet und 1959 abgerissen, da sie einzustürzen drohte. Die heutige Kirche wurde 1962 gebaut. Ihre Besonderheit ist der Kirchturm, Gestützt auf Strebepfeilern, überragt er das Kirchenportal. Er ist mit Blendarkaden versehen, wobei zwei der Rundbögen durchbrochen sind, um die Glocken aufzunehmen. Abgeschlossen wird der Turm von drei dreieckigen Giebeln mit jeweils einem Kreuz auf der Spitze, die Dreifaltigkeit symbolisierend. Ein Brand im Jahre 1968 zerstörte viele historische Objekte aus dem 18. Jahrhundert, u. a. Altar, Tabernakel, Kreuz, Kerzenhalter,[7] Altarkelch,[8] Ziborium,[9] Altaraufsatz.[10][4]
- Das Schloss westlich des Ortszentrums, auf der linken Seite der Mielle gelegen, wurde im 17. Jahrhundert als Jagdschloss im Renaissance–Stil errichtet.[4]
- Die Maison Loustau, gegenüber der heutigen kommunalen Schule gelegen, ist das Hauptgebäude aus dem Jahre 1651, flankiert von einem viereckigen Turm und einem Gebäude, gegen 1800 errichtet. Das Maison Loustau ist ein Beispiel von Häusers der gehobenen Gesellschaft von Agnos und zeigt die frühere Stellung des Ortes.[4]

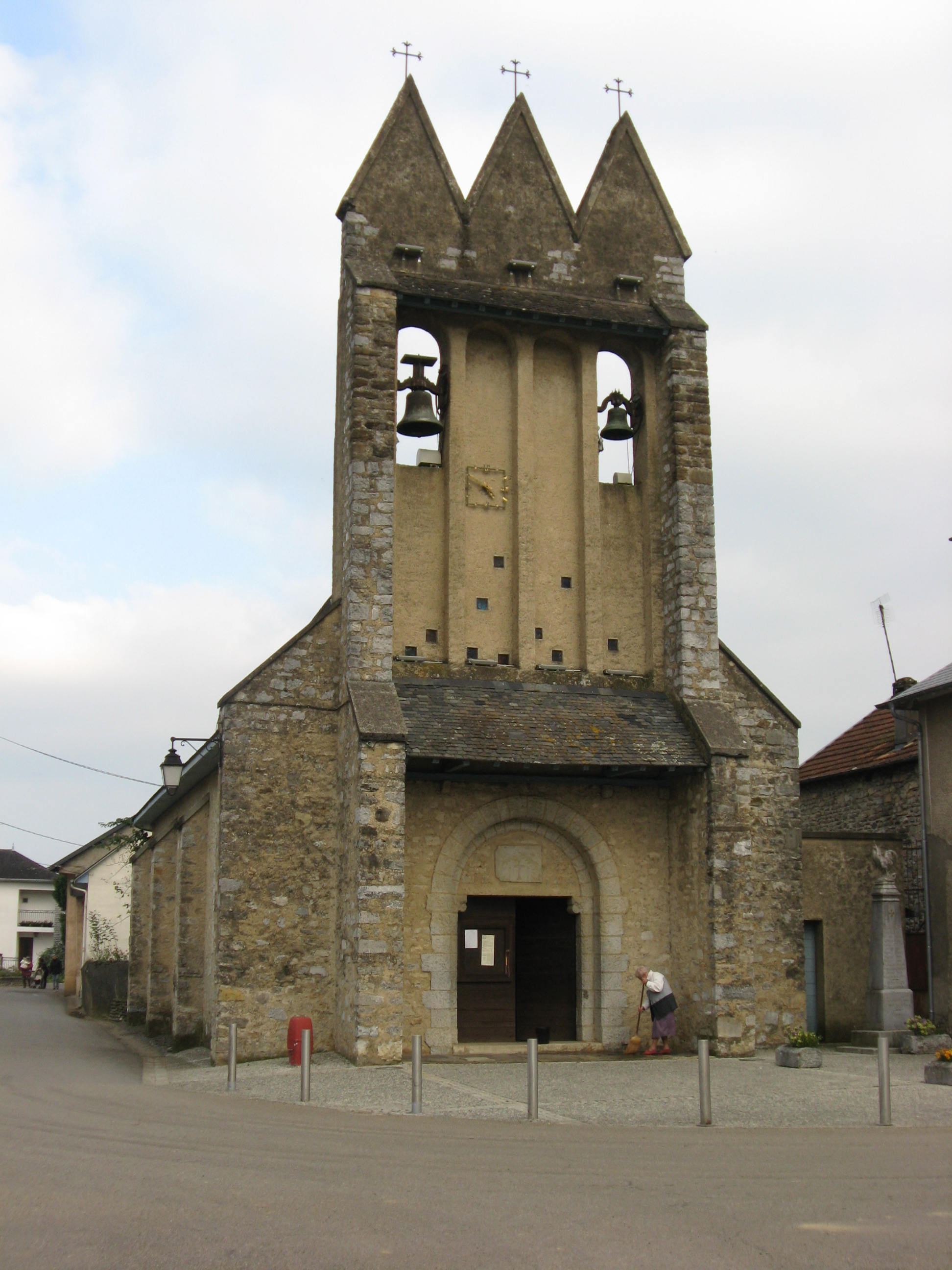
Kirche Mariä Himmelfahrt
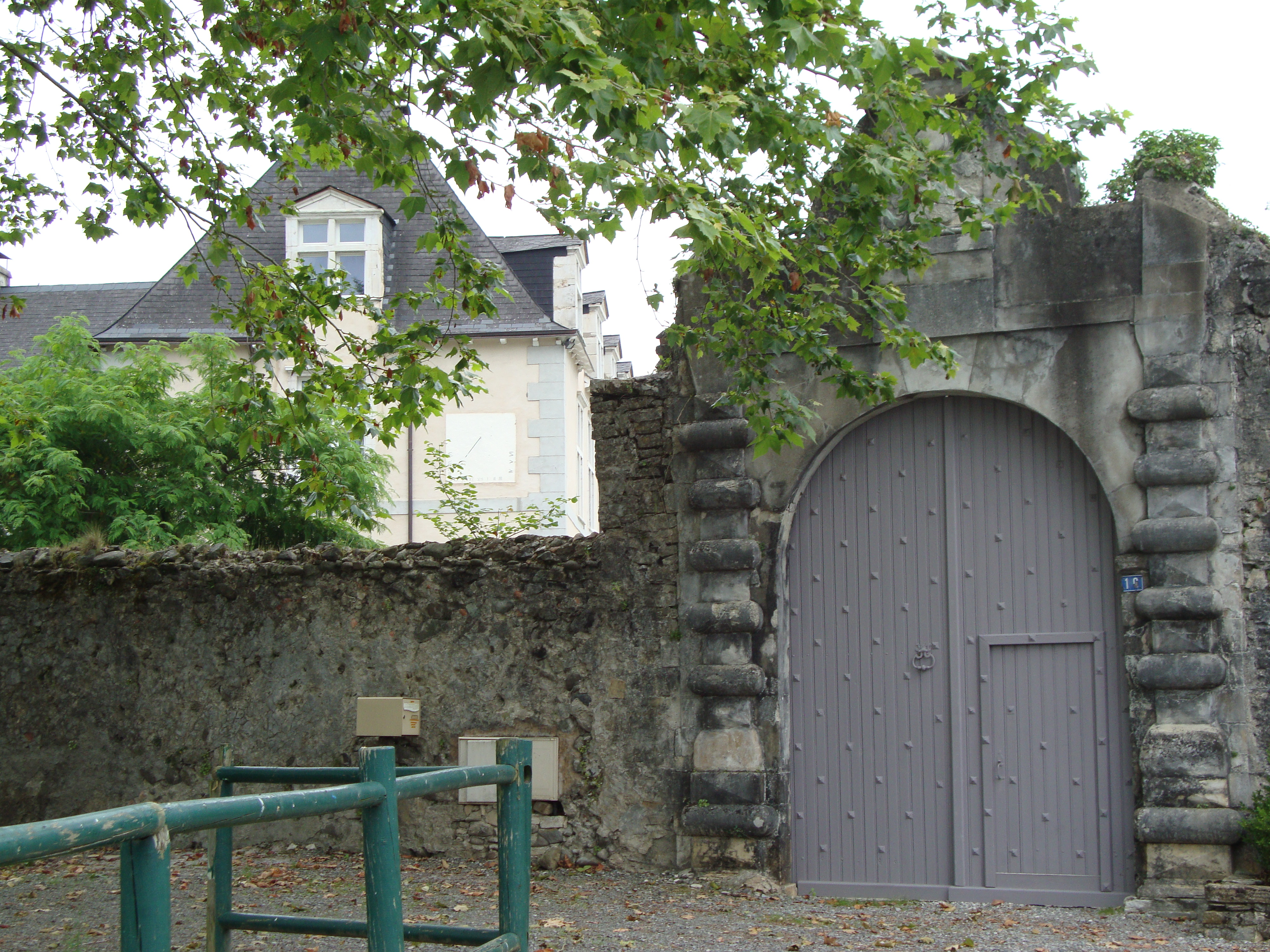
Tor zum Schloss

## Wirtschaft und Infrastruktur
Agnos liegt in der Zone AOC des Ossau-Iraty, ein traditionell hergestellter Schnittkäse aus Schafmilch.

### Verkehr
Agnos ist angeschlossen an die Routes départementales 155 und 555.

## Persönlichkeiten
- Catherine Capdevielle, geboren 1938 in Agnos, ist eine ehemalige französische Sprinterin, zweimalige Olympiateilnehmerin und mehrfache französische Meisterin.